# Göteborg-Landvetter Airport
Göteborg-Landvetter er Göteborgs internationale lufthavn og ligger i Härryda kommune.
Lufthavnen er Sveriges næststørste og beflyves af ca. 40 forskellige flyselskaber, der i 2018 transporterede 6,8 mio. passagerer.
Göteborg-Landvetter blev indviet 3. oktober 1977 og drives af det statslige Swedavia.